# Potentialisateur
Un potentialisateur est un produit utilisé pour augmenter la sensibilisation d'un antigène. Les potentialisateurs sont utilisés en laboratoire dans des procédures de mise en banque de sang qui comportent une augmentation de l'agglutination, condition de la détection d'anticorps ou d'antigènes dans l'échantillon. Les potentialisateurs sont également appelés réactifs d'amélioration.
L'albumine, la solution saline à faible force ionique (LISS en anglais) et le PEG (polyéthylène glycol) sont des exemples de potentialisateurs. 

## Exemples

### Albumine
L'albumine agit comme un potentialisateur en réduisant le potentiel zêta autour des globules rouges en suspension, dispersant ainsi les charges négatives répulsives et favorisant l'agglutination. Elle possède également un effet potentialisateur sur des médicaments anti-tumeurs. 

### LISS
La solution saline à faible force ionique (LISS) est un potentialisateur qui agit non seulement en réduisant le potentiel zêta, mais également en augmentant la quantité d'anticorps absorbée par les globules rouges lors de la sensibilisation. La LISS est une solution de glycine et d'albumine. 

### Polyéthylène glycol
Le polyéthylène glycol (PEG) permet de détecter et renforcer les réactions faibles entre globules rouges et anticorps. Dans une solution LISS, il élimine l'eau du système et concentre ainsi les anticorps présents. Le PEG peut provoquer une agrégation non spécifique des cellules, ce qui élimine la nécessité d'une centrifugation après une incubation à 37 °C (99 °F). Le PEG ne convient pas aux échantillons provenant de patients présentant une augmentation des protéines plasmatiques, comme les patients atteints de myélome multiple. Les résultats faux-positifs peuvent être plus fréquents avec l'utilisation du polyéthylène glycol en raison de ses fortes capacités d'agglutination.

## Pharmacologie
En pharmacologie clinique, un potentialisateur est un médicament, une plante ou un produit chimique qui intensifie les effets d'un médicament donné et qui n'aurait par elle-même, seule, aucun effet. Par exemple, l'hydroxyzine ou le dextrométhorphane sont utilisés pour obtenir un meilleur soulagement de la douleur et une meilleure anxiolyse à partir d'une dose égale d'un médicament opioïde. La potentialisation peut avoir lieu à n'importe quel moment de la libération, de l'absorption, de la distribution, du métabolisme et de l'élimination du médicament. Cependant, l'effet potentiateur de l'hydroxyzine est controversé.